# Susana Muhamad

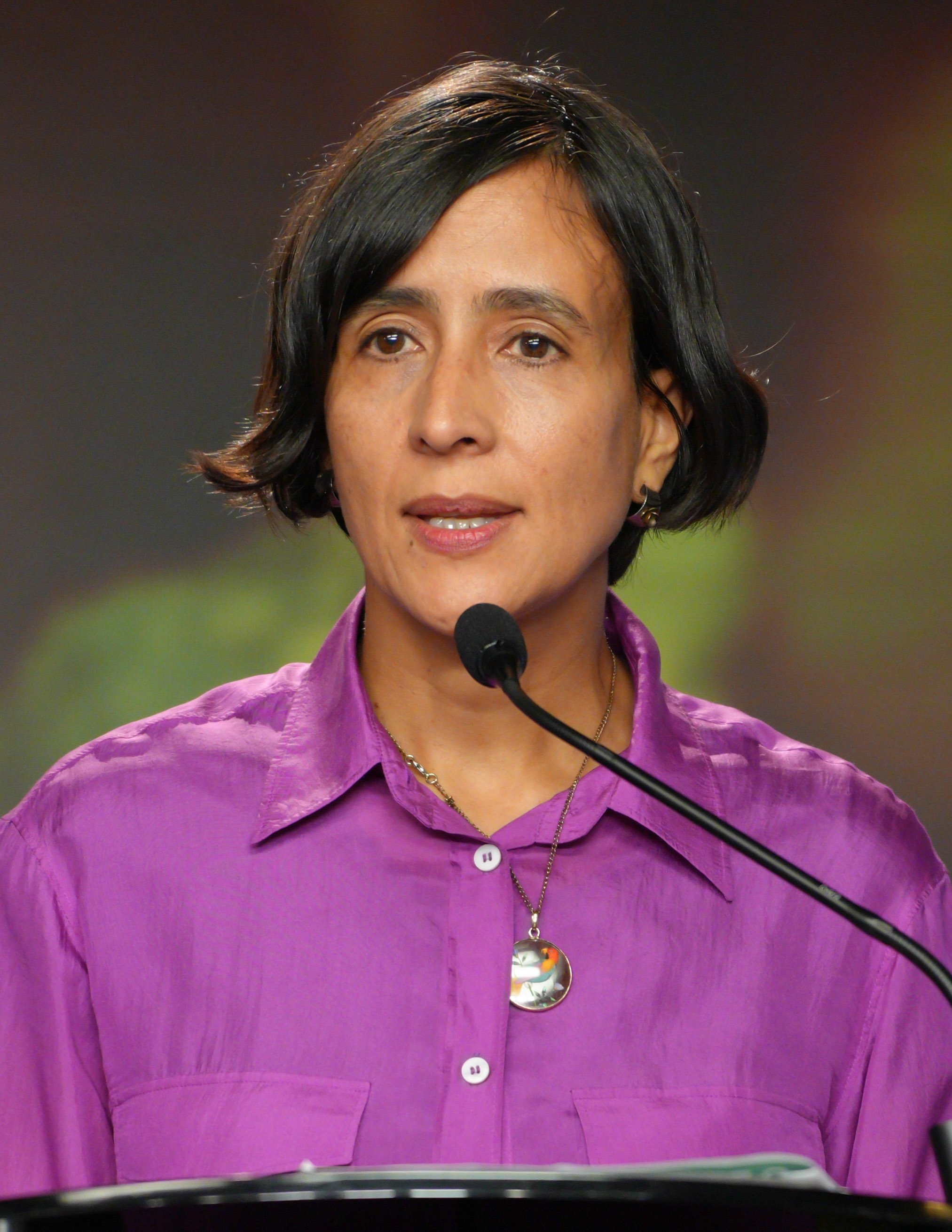
Susana Muhamad

Susana Muhamad (* 1977 in Bogotá) ist eine kolumbianische Politikerin und Umweltschützerin. Sie war von 2022 bis 2025 Umweltministerin ihres Landes im Kabinett von Präsident Gustavo Petro und gilt als eine der Schlüsselfiguren der kolumbianischen Umweltbewegung. Am 9. Februar 2025 gab sie ihren Rücktritt als Umweltministerin bekannt.

## Leben
Muhamad wurde 1977 in Bogotá geboren. Ihr Nachname stammt von ihrem palästinensischen Großvater. Sie studierte Politikwissenschaften an der Universidad de los Andes, einer der bedeutendsten Privatuniversitäten Kolumbiens. Anschließend erwarb sie einen Masterabschluss in Nachhaltiger Entwicklung an der Universität Stellenbosch in Südafrika.
Nach ihrem Studium engagierte sich Muhamad in verschiedenen ehrenamtlichen Umweltprojekten. Mit 26 Jahren begann sie ihre berufliche Karriere bei Shell Global Solutions International in Den Haag, Niederlande, wo sie in der Umweltabteilung tätig war. Sie hoffte, innerhalb des Unternehmens Einfluss auf die Klimafrage nehmen zu können. Als Shell jedoch Investitionen ins Fracking beschloss, verließ sie das Unternehmen nach sechs Jahren desillusioniert und kehrte nach Kolumbien zurück.

## Wirken
In Kolumbien begann sie ihre politische Laufbahn. Von 2012 bis 2015 war sie Umweltsekretärin von Bogotá unter dem damaligen Bürgermeister Gustavo Petro. Sie war zudem im Stadtrat von Bogotá tätig und galt als mögliche Bürgermeisterkandidatin für 2023, bevor sie 2022 in das Kabinett von Präsident Petro berufen wurde.
Seit 2022 war Muhamad Umweltministerin Kolumbiens. Sie ist eine der wenigen Ministerinnen, die seit Beginn der Amtszeit von Präsident Petro im Amt geblieben sind. Muhamad gilt als ideologisch sehr nah an Petro und konkretisiert oft seine politischen Visionen durch Strategien und Programme.
Unter ihrer Führung hat das Umweltministerium an Bedeutung gewonnen. Sie hatte sich zum Ziel gesetzt, den „Frieden mit der Natur“ zu erreichen, was auch das Motto der COP16 zur Biodiversität ist, die 2024 in Cali stattfand und von ihr als Präsidentin geleitet wurde.
Ein wichtiger Erfolg unter ihrer Amtszeit war die Verringerung der Entwaldungsraten in der kolumbianischen Amazonasregion. Im Jahr 2023 verzeichnete Kolumbien mit weniger als 80.000 Hektar die niedrigsten jährlichen Entwaldungszahlen seit Beginn der Aufzeichnungen. Sie führte dies sowohl auf Regierungsprogramme wie Conservar Paga, das die Anreize für Waldschutz durch Gemeinden verdreifacht hat, als auch auf den zeitweiligen Stopp der Entwaldung durch bewaffnete Gruppen während Friedensgesprächen zurück.
Muhamad setzt sich für den Ausstieg Kolumbiens aus fossilen Brennstoffen ein und hat Kolumbien zum ersten großen Produktionsland gemacht, das der internationalen Allianz gegen die Verbreitung fossiler Brennstoffe beigetreten ist. Sie hat jedoch wiederholt versucht, Fracking zu verbieten, konnte dafür aber keine Mehrheit im Kongress finden.
Sie arbeitet zur Förderung nachhaltiger Entwicklungsmodelle und zum Stopp der Ausweitung der Agrargrenze eng mit lokalen Gemeinschaften zusammen, insbesondere in den Amazonasgebieten.
Susana Muhamad gilt als ambitioniert und unbestechlich.